# 유종근 (전한)
유종근(劉終根, ? ~ ?)은 전한의 제후로, 조경숙왕의 증손이다.

## 생애
아버지 유충의 뒤를 이어 율후(栗侯)에 봉해졌다. 시호를 질이라 하였고, 작위는 아들 유황이 이었다.

## 출전
- 반고, 《한서》 권15상 왕자후표 上

| 선대 아버지 율양후 유충 | 전한의 율후 ? ~ ? | 후대 아들 유황 |